# داون ماري جونستون
داون ماري جونستون (بالإنجليزية: Dawn Marie Johnston)‏ هي مصارعة محترفة وممثلة أمريكية، ولدت في 1948.

## وصلات خارجية
- داون ماري جونستون على موقع CageMatch worker (الإنجليزية)

- داون ماري جونستون على موقع IMDb (الإنجليزية)